# Japoatã
Japoatã est une ville brésilienne du nord-est de l'État du Sergipe.

## Géographie
Japoatã se situe par une latitude de 10° 20' 49" sud et par une longitude de 36° 48' 03" ouest, à une altitude de 91 mètres.
Sa population était de 13 583 habitants au recensement de 2007. La municipalité s'étend sur 420 km2.
Elle fait partie de la microrégion de Japaratuba, dans la mésorégion Est du Sergipe.